# Castillo Ēdole
El castillo Ēdole (en alemán: Schloß Edwahlen) es un castillo de estilo gótico situado a orillas del lago Ēdole, en la región histórica de Curlandia, Letonia occidental. Originalmente compuesto por dos edificios de viviendas unidas por un muro de piedra, el castillo está rodeado por un parque paisajístico. Se considera un monumento arquitectónico y arqueológico de importancia nacional.

## Historia
El castillo fue construido por el obispo de Piltene entre 1264 y 1267. Fue reconstruido en el siglo XVI y desde 1561 hasta 1920 fue propiedad del Báltico alemán Baron von Behr y sus descendientes.
Durante el siglo XVIII el castillo fue ampliado y desde 1835 hasta 1841 fue objeto de un importante trabajo de reconstrucción para convertirse en una de las primeras muestras de arquitectura neogótica en Kurzeme. El edificio fue quemado parcialmente durante la Revolución Rusa de 1905. Entre 1906 y 1907, un patio de casa y la torre fueron construidas en una de sus esquinas, siendo la fachada remodelada con sus formas góticas.